# MKb.42(W)
MKb.42(W) (нем. MaschinenKarabiner-42 Walther) — прототип автоматического карабина, созданный немецкой оружейной компанией Walther в годы Второй мировой войны. Это оружие стало одним из первых шагов к созданию нового класса огнестрельного оружия, известного как штурмовые винтовки. Разработка MKb.42(W) сыграла ключевую роль в истории создания штурмовой винтовки StG 44, оказавшего значительное влияние на будущее оружие во многих странах.

## История создания
В 1941 году, в условиях Второй мировой войны, Вермахт столкнулся с необходимостью создания нового оружия, которое сочетало бы в себе лучшие качества винтовки и автомата. На тот момент для ведения боя на ближних и средних дистанциях требовалось оружие, которое бы обеспечивало высокую скорострельность, но при этом было бы компактным и обладало достаточной точностью. Для решения этой задачи требовалось новое поколение патронов и оружия, и в первую очередь речь шла о промежуточном патроне.
Компания Polte разработала новый патрон 7,92×33 мм Kurz (короткий), который должен был обеспечить лучшую эффективность на расстояниях до 300-400 метров, и именно под этот патрон и были созданы новые образцы автоматов. В конце 1941 года фирма Walther, под руководством Эриха Вальтера, присоединилась к конкурсу на создание оружия под этот новый патрон. Первый прототип MKb.42(W) был представлен в конце 1941 года.
Прототипы, включая MKb.42(W) и MKb.42(H) (разработанный компанией Haenel), прошли испытания в 1942 году на Восточном фронте, где показали свои боевые качества. По результатам испытаний было установлено, что образец фирмы Walther (MKb.42(W)) превосходил MKb.42(H) по массо-габаритным характеристикам и сбалансированности, однако MKb.42(H) оказался более надежным в эксплуатации, что стало решающим фактором. В результате, предпочтение было отдано образцу Haenel, а производство MKb.42(W) было прекращено.
До окончания участия Walther в конкурсе в начале 1942 года было произведено всего 163 единицы MKb.42(W), большинство из которых осталось на фабрике Walther и не поступило в войска. Эти образцы оставались на складе до конца войны, а сам проект был заброшен в пользу других разработок, включая более успешную модель StG 44.

## Технические характеристики и описание
MKb.42(W) был автоматом с газоотводной системой, с несколькими уникальными особенностями, отличавшими его от других образцов того времени.
- Газоотводная система: Для отведения пороховых газов использовалась система с кольцевым газовым поршнем. Эта система отличалась от классических решений того времени, в которых применялись поршни, и обеспечивала более эффективное отведение газов, что способствовало надежности работы автоматики.
- Запирание ствола: Запирание канала ствола осуществлялось поворотом затвора, в передней части которого находились боевые упоры. Такая система обеспечивала надежное запирание и безопасную работу оружия в условиях интенсивного боя.
- Переводчик режимов огня: У MKb.42(W) был флажковый переводчик режимов огня, который был выведен на обе стороны ствольной коробки, что позволяло легко управлять оружием как правшам, так и левшам. Это было важным шагом в совершенствовании удобства работы с автоматом на поле боя.
- Прицельные приспособления: Прицел был смонтирован на высоком основании из-за использования "линейной" схемы оружия, при которой приклад и подвижные части автоматики находились на одной оси со стволом. Система прицела включала мушку с намушником и секторный прицел.
- Приклад: Приклад был выполнен из дерева, что было стандартным для большинства немецких образцов оружия того времени.
- Использование штамповки: В конструкции автомата широко использовалась штамповка, что позволяло снизить трудозатраты на производство и ускорить сборку оружия. Это также сделало автомат легче и проще в массовом производстве, хотя, в конечном итоге, массовое производство MKb.42(W) так и не было наложено.
- Калибр: Патрон 7,92×33 мм Kurz стал одним из первых промежуточных патронов, предназначенных специально для автоматического оружия. Он был короче стандартного патрона 7,92×57 мм Mauser и обладал меньшей мощностью, что обеспечивало достаточную дальность стрельбы на ближних и средних дистанциях при меньших нагрузках на оружие.

## Значение и наследие
MKb.42(W) стал важной вехой в истории оружия. Хотя этот прототип не был принят на вооружение, его конструкция послужила основой для дальнейших разработок, включая знаменитую штурмовую винтовку StG 44, которая использовала тот же патрон 7,92×33 мм Kurz и имела схожую конструкцию.
Разработка MKb.42(W) продемонстрировала потенциальную пользу от создания промежуточных патронов и автоматов для ближнего боя, что изменило концепцию оружия для пехоты. Эти идеи были переняты не только Германией, но и многими другими странами после Второй мировой войны, что в конечном итоге привело к созданию более современных штурмовых винтовок, таких как АК-47 и M16.